# محمد بن عبد الوهاب الغساني
محمد بن عبد الوهاب الوزير الغساني ويُعرف في بعض المصادر باسمِ محمّد الغساني (توفي عام 1707) كان سفير المغرب لدى إسبانيا في عهدِ السلطان المغربي إسماعيل بن الشريف (1672 – 1727).
يُعرَف الغساني بروايته لرحلته إلى إسبانيا في 1690-1691، والتي حملت عنوان «رحلة الوزير في افتكاك الأسير» وكان الغرض من مهمته الدبلوماسية هو فدية عدد من الأسرى المغاربة المحتجزين في إسبانيا. يصفُ الغساني في كتابه الخصائص الاجتماعية والدينية والإدارية للحياة والثقافة الإسبانية، كما كتبَ قصّةً عن فتح الأندلس وفيها تحدث بنوعٍ من الندم عن الطريقة والكيفيّة التي خُسرت فيها الأندلس لصالحِ المسيحيين الإسبان.